# Helen Frankenthaler
Helen Frankenthaler (Nova Iorque, 12 de dezembro de 1928 — Connecticut, 27 de dezembro de 2011) foi uma pintora dos Estados Unidos.
A artista frequentou a Dalton School em Nova Iorque e mais tarde o Bennington College em Bennington, Vermont. Regressando a Nova Iorque, estudou com Hans Hofmann.
Em 1958 casou com o pintor Robert Motherwell.
Frankenthaler era membro da American Academy of Arts and Letters.
A artista era conectada com conceitos e movimentos artísticos designados por Color Field, embora por vezes se assemelhe ao Expressionismo abstracto.

## Obras
- Mountains and Sea (1952)
- Ocean Drive West
- Blue Atmosphere
- Sesame
- Westwind - Paris Review
- Chairman of the Board
- Mary Mary